# Legnicai csata
A legnicai csata (németesen liegnitzi/leignitzi csata, lengyelül Bitwa pod Legnicą, cseh nyelven Bitva u Lehnice) 1241. április 9-én a sziléziai Legnica mellett lezajlott csata a beözönlő mongolok, valamint az egyesült cseh–lengyel seregek és az őket segítő Német Lovagrend s a johanniták hadai között. Az ütközetben a fürge mongol lovasok felülkerekedtek a nehézpáncélos lovagok felett. A mongolok azonban a győzelem után nem szállták meg Csehországot, vagy Sziléziát, hanem tovább törtek Magyarország felé.

## Előzmények
Batu kán Ögödej mongol nagykán parancsára ötvenezer lovassal Európa meghódítására indult. A mongolok első lépésben az orosz fejedelemségeket hódították meg és már vészesen közeledtek Magyarország és Lengyelország felé.
Batu Kijevet ostromolta, miközben a magyarországi invázió terveit készítette elő. Első lépésben Lengyelországra akart csapást mérni, nehogy a két állam segítse egymást és akár feltartóztassa a tatár hordákat. Ennek megfelelően Kijev alól Batu egy tüment (mongol lovas egység) küldött Lengyelország ellen, s Orda kán vezetésével néhány csatában vereséget mért a lengyelekre. Az ország már mintegy száz éve széttagoltság állapotában volt, így a mongol vihar könnyen söpört végig rajta.
A mongolok a Német Lovagrend déli területeit is feldúlták, majd Csehország ellen indultak. II. Henrik, Türingiai Konráddal, a német lovagok nagymesterével, a templomosokkal és johannitákkal Sziléziában próbálta útját állni a tatároknak. Segítséget kértek I. Vencel cseh királytól, aki viszont seregét távol tartotta, mert nem akarta kockáztatni országa védelmét, ezért nem vonult Legnica alá.

## A szemben álló erők
Egyes források a mongolok seregét húszezer főre teszik, valójában az az egy tümen, amit Orda és két másik kán vezetett, mindössze tízezer lovasból állt. A szövetséges hadak erői is nagyjából ennyiből álltak, nem pedig negyvenezer katonából, mint azt ahogy a források leírják.
A Henrik vezette sereg döntő részt nehézpáncélos lovasokból állt össze, míg kis hányaduk volt gyalogos. A gyalogság csaknem teljesen csehekből verődött össze, akik főleg bányászok voltak. Az első sorokban vonultak fel, s mellükön fehér kereszt díszelgett, annak jeleként, hogy készek meghalni.
Henrik sziléziai egységei vegyesen lengyelekből és németekből álltak, míg a két másik lovagrend vitézei még összetettebbek voltak nemzetiségüket tekintve.

## A csata
A csehek az első vonalban, zárt, rendezett sorban álltak fel a mongolok ellen és lándzsáikkal áttörhetetlen erdőt alkottak a mongol lovasok előtt.
Orda az eddigi megszokott cselvetéshez folyamodott és látszólagos rendetlenségben visszavonulást kezdtek lovasai. A csehek erre üldözőbe vették a mongolokat, s a rohamozás közben felbomlott zárt alakzatuk.
Orda lovasai a közeli ingoványba csalták a gyalogságot, akik jelentősen eltávolodtak a csapattól, s a süppedékes talajon már egyre nehezebben mozogtak nehéz fegyverzetükben, mire a mongolok megfordultak és rávetették magukat a csehekre. A mongol könnyűlovasok jól mozogtak a nehezen járható terepen, és hamar bekerítették a cseh sereget, amely azonban elszánt kézitusába kezdett a mongolokkal. Mind egy szálig elpusztultak, de nem adták meg magukat.
Henrik megpróbálta kiszabadítani a cseheket a gyűrűből, de a segítségükre küldött két cseh és lengyel egységet a mongolok lekaszabolták. Ekkor a teuton lovagok lendültek támadásba a mongolok ellen, megszokott ék alakban, frontális rohammal. A roham áttörte a mongolok hadsorát, de a gyorsan mozgó könnyűlovasok jobban manővereztek a nehéz páncélos lovagok sorai között, akikre gyorsabb csapásokat mértek, s a teuton lovagok nehezen bírtak ellenük védekezni. Ugyanilyen szerencsétlenül jártak a lengyel és német lovagok is.

## A veszteségek

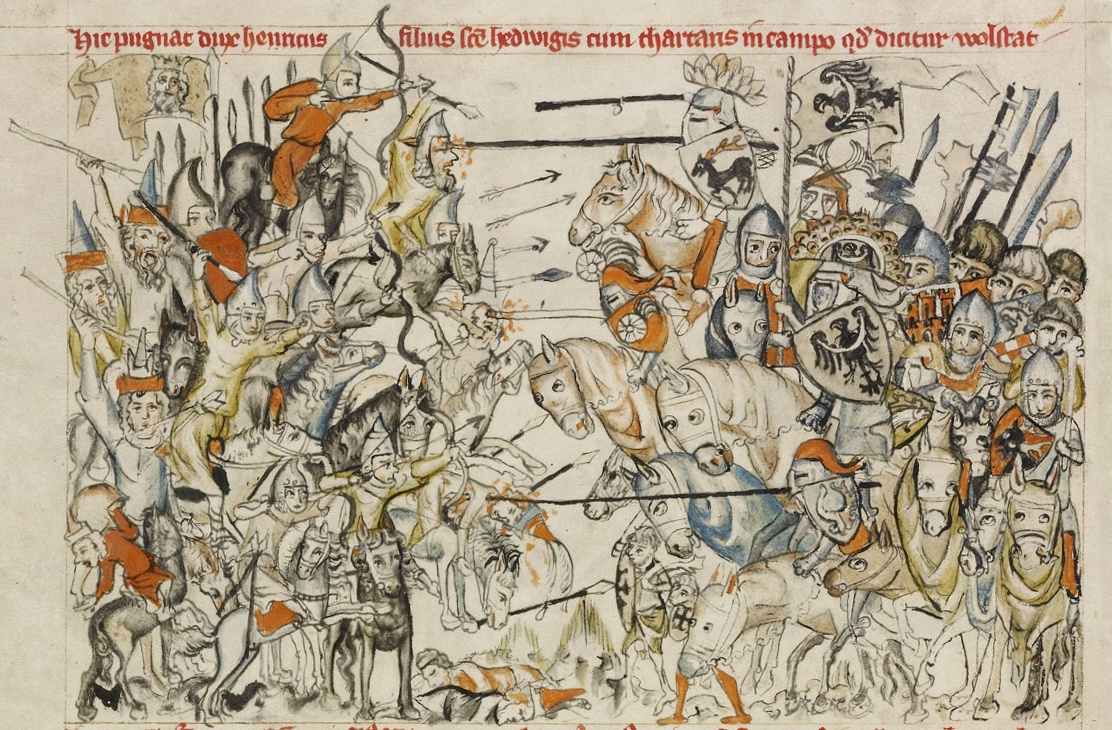
Legnicai csata

A mongol sereg vesztesége nem ismert, viszont a nyugati hadból körülbelül nyolcezren vesztették életüket. A csatában elesett Henrik herceg is. Az egyik lengyel fejedelem, II. Mieszko pedig elmenekült seregével a csatából. Konrád nagymesternek is számos lovagja odaveszett a csatában. Hasonlóan nagy veszteségük volt a templomos és johannita lovagoknak.
Orda serege a győzelem után keresztülszáguldott Morvaországon, és a Kárpátokon át betört a Felvidékre, ahol a Batu vezette főerők már javában dúlták az országot. Két nappal a liegnitzi csata után Muhinál vereséget mértek IV. Bélára is.
A magyar és lengyel erők összeomlása ellenére a lakosság keményen szembeszállt a mongol megszállókkal, ha nem is épített erődítményekben, hanem az erdőségekben, lápokban és a hegyekben. Batu erői 1242-re meglehetősen nagy veszteségeket szenvedtek, és rövidesen visszatértek orosz területre.

## Történészi viták a csatával kapcsolatban
A lengyel történészi szakmán belül jelentős viták vannak a mongolok lengyelországi hadjáratával, a legnicai csata adataival és értékelésével kapcsolatban. Különösen a résztvevő csapatok számát és összetételét illetően szóródnak erősen a becslések. Az álláspontok általában aszerint különböznek, hogy a történészek egyes csoportjai milyen mértékben fogadják el a Jan Długosz középkori lengyel krónikaíró által közzétett adatokat. A többségi álláspont például teljesen tagadja a csata színhelyétől távol élő és abban nem érdekelt teuton lovagok részvételét.